# Aumont (Jura)
Aumont és un municipi francès situat al departament del Jura i a la regió de Borgonya - Franc Comtat. L'any 2007 tenia 405 habitants.

## Demografia

### Població
El 2007 la població de fet d'Aumont era de 405 persones. Hi havia 180 famílies de les quals 68 eren unipersonals (44 homes vivint sols i 24 dones vivint soles), 56 parelles sense fills, 52 parelles amb fills i 4 famílies monoparentals amb fills.
La població ha evolucionat segons el següent gràfic:
Habitants censats

### Habitatges
El 2007 hi havia 218 habitatges, 187 eren l'habitatge principal de la família, 15 eren segones residències i 15 estaven desocupats. 191 eren cases i 25 eren apartaments. Dels 187 habitatges principals, 149 estaven ocupats pels seus propietaris, 33 estaven llogats i ocupats pels llogaters i 5 estaven cedits a títol gratuït; 3 tenien una cambra, 12 en tenien dues, 28 en tenien tres, 47 en tenien quatre i 97 en tenien cinc o més. 129 habitatges disposaven pel capbaix d'una plaça de pàrquing. A 84 habitatges hi havia un automòbil i a 78 n'hi havia dos o més.

### Piràmide de població
La piràmide de població per edats i sexe el 2009 era:
| Homes | Edats   | Dones |
| ----- | ------- | ----- |
| 0     | 95 o +  | 0     |
| 0     | 90 a 94 | 0     |
| 4     | 85 a 89 | 0     |
| 0     | 80 a 84 | 4     |
| 8     | 75 a 79 | 4     |
| 20    | 70 a 74 | 8     |
| 4     | 65 a 69 | 20    |
| 20    | 60 a 64 | 4     |
| 0     | 55 a 59 | 12    |
| 20    | 50 a 54 | 0     |
| 32    | 45 a 49 | 28    |
| 0     | 40 a 44 | 12    |
| 16    | 35 a 39 | 16    |
| 12    | 30 a 34 | 8     |
| 16    | 25 a 29 | 12    |
| 16    | 20 a 24 | 24    |
| 16    | 15 a 19 | 12    |
| 8     | 10 a 14 | 8     |
| 4     | 5 a 9   | 16    |
| 8     | 0 a 4   | 12    |

## Economia
El 2007 la població en edat de treballar era de 267 persones, 192 eren actives i 75 eren inactives. De les 192 persones actives 174 estaven ocupades (104 homes i 70 dones) i 17 estaven aturades (7 homes i 10 dones). De les 75 persones inactives 34 estaven jubilades, 15 estaven estudiant i 26 estaven classificades com a «altres inactius».

### Ingressos
El 2009 a Aumont hi havia 192 unitats fiscals que integraven 439,5 persones, la mediana anual d'ingressos fiscals per persona era de 17.009 €.

### Activitats econòmiques
Dels 20 establiments que hi havia el 2007, 1 era d'una empresa alimentària, 5 d'empreses de fabricació d'altres productes industrials, 2 d'empreses de construcció, 8 d'empreses de comerç i reparació d'automòbils, 1 d'una empresa d'hostatgeria i restauració, 1 d'una empresa de serveis i 2 d'empreses classificades com a «altres activitats de serveis».
Dels 5 establiments de servei als particulars que hi havia el 2009, 2 eren tallers de reparació d'automòbils i de material agrícola, 1 paleta, 1 perruqueria i 1 restaurant.
Dels 2 establiments comercials que hi havia el 2009, 1 era una botiga de menys de 120 m² i 1 una fleca.
L'any 2000 a Aumont hi havia 21 explotacions agrícoles que ocupaven un total de 344 hectàrees.

## Equipaments sanitaris i escolars
El 2009 hi havia una escola elemental integrada dins d'un grup escolar amb les comunes properes formant una escola dispersa.

## Poblacions properes
El següent diagrama mostra les poblacions més properes.